# Lima (Ohio)
Lima è una città che si trova nello Stato dell'Ohio, negli Stati Uniti; è la sede della Contea di Allen. La città si trova nella parte nord-occidentale dello Stato, lungo la Interstate 75, circa 116 chilometri a nord di Dayton e 125 chilometri a sud di Toledo. La città è stata fondata nel 1831 e sorge sulle rive del fiume Ottawa, lungo circa 80 chilometri.

## Storia

### Gli inizi

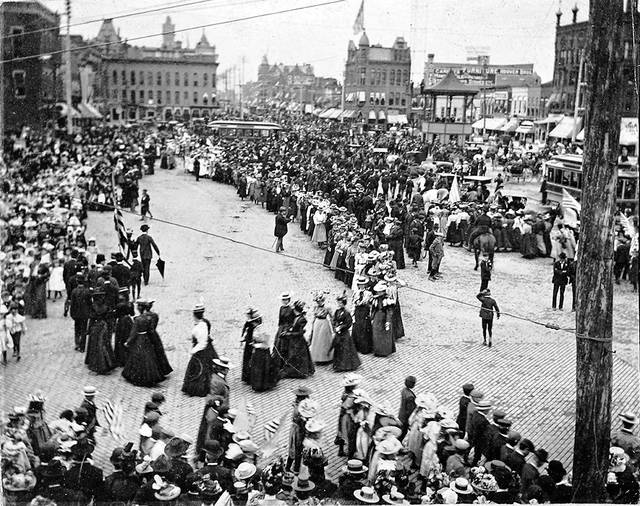
Una marcia delle suffragette nel 1914 a Lima

Negli anni successivi alla Guerra d'indipendenza americana, la tribù degli Shawnee era quella maggiormente stanziata nell'odierno Ohio centro-occidentale, con un'importanza crescente in termini numerici dopo il trattato di Greenville del 1794. A partire dal 1817, il governo centrale creò la riserva di Hot Creek per le popolazioni indigene, includendo parte dei territori di quelle che sarebbero poi diventate la Contea di Allen e la Contea di Auglaize.
Con la creazione della riserva, si liberarono altri territori per la costruzione di insediamenti da parte di coloni: nel 1820 lo Stato dell'Ohio istituì formalmente la Contea di Allen. Nel 1831 gli Shawnee furono costretti a cedere tutti i propri territori allo Stato dell'Ohio, compresi quelli precedentemente concessi come riserva indiana, ed a spostarsi nell'odierno Kansas. In seguito a ciò, l'intero territorio della contea diventava disponibile per nuovi insediamenti, con la necessità di decidere una città che fosse la sede delle istituzioni della contea: venne scelta la città di Lima, il cui nome era stato proposto dal giudice Patrick G. Goode per via di un antimalarico (malattia qui presente all'epoca) che veniva prodotto presso la città di Lima, in Perù.
In breve Lima si sviluppò come una vera città, col riconoscimento di city che le giunse nel 1842 e la ferrovia che arrivò nel 1854, anno in cui si sparse anche un'epidemia di colera originata a Delphos e causata dalla poca igiene degli acquedotti locali.
All'inizio l'economia della città e delle zone circostanti si basava soprattutto sul settore agricolo e sui servizi che si dovevano trovare nella sede della contea, ma Benjamin C. Faurot nel 1885 cercò di imitare quanto successo nella vicina Findlay: là venne scoperto un giacimento di gas naturale, Faurot provò ad eseguire delle perforazioni nei terreni della sua azienda cartiera ma, invece del gas naturale, il 19 maggio scoprì il petrolio. Per un decennio questo rimase il più grande pozzo petrolifero degli Stati Uniti e, benché non si arrivarono mai a realizzare enormi profitti, l'economia di tutta la zona ne venne grandemente stimolata, causando anche l'arrivo di John Davison Rockefeller e della sua Standard Oil.

### Il primo dopoguerra
Negli anni successivi alla fine della prima guerra mondiale, a Lima si ebbe un forte sviluppo dell'industria: ad esempio nel 1925 venne fondata la Lima Locomotive Works, un'azienda che produceva locomotive, mentre nel 1927 venne fondata la Superior Coach Company, un'azienda che negli anni successivi divenne la maggiore produttrice mondiale di scuolabus e carri funebri. Una delle locomotive è esposta presso il museo storico della città.
Lima fu anche uno dei centri in cui si sviluppò maggiormente il Ku Klux Klan, che ebbe in città una delle sedi della Black Legion (l'ala più estremista del Klan); il 1º agosto 1923 un corteo del Klan attraversò le strade di Lima, raccogliendo una folla stimata in circa 100.000 persone.
Negli anni successivi la grande depressione la popolazione della contea crebbe di più rispetto a quella che fu l'evoluzione demografica del resto dello Stato, ma negli stessi anni crebbe anche il tasso di criminalità. Nel 1933 venne arrestato il famoso gangster John Dillinger, in seguito alla rapina in una banca della vicina Bluffton. La banda di Dillinger lo fece evadere uccidendo lo sceriffo Jess Sarber, azione in seguito alla quale l'FBI mise Dillinger al vertice della sua lista dei 10 maggiori ricercati.
Come nel resto degli Stati Uniti, anche a Lima la grande depressione causò un netto rallentamento dell'economia e la nascita ed organizzazione di numerosi sindacati dei lavoratori.

### La seconda guerra mondiale ed il secondo dopoguerra
L'economia di Lima ebbe un nuovo impulso grazie alla produzione destinata al supporto delle operazioni europee della seconda guerra mondiale: qui ad esempio venivano costruiti i carri armati di tipo M3/M5 Stuart e M26 Pershing, con fabbriche che al momento della massima espansione impiegavano oltre 5.000 persone. Alla fine della guerra le fabbriche vennero riconvertite, con la crescita demografica che richiese la costruzione di nuove scuole e ospedali. La produzione di carri armati riprese in occasione della guerra di Corea, con livelli occupazionali ancora maggiori rispetto a quelli della seconda guerra mondiale.
Nel 1962 venne costruito un aeroporto e negli anni successivi l'università statale dell'Ohio costruì un nuovo campus regionale a Lima. Nel gennaio del 1969 ci fu una rottura nell'oleodotto che passava a sud della città, con la fuoriuscita di 77.000 galloni di petrolio che si riversarono nel sistema fognario di Lima e la susseguente evacuazione di 7.000 abitanti.
Anche a Lima ci furono proteste contro la segregazione razziale ed in favore dei diritti civili, con gli atti di maggior violenza che avvennero nell'agosto del 1970 quando agenti di polizia uccisero una donna nera che cercava di evitare l'arresto di un giovane.
A partire dagli anni settanta, la crisi della cosiddetta Rust Belt investì anche Lima, con la chiusura di numerose fabbriche e la perdita di migliaia di posti di lavoro. Come conseguenza immediata, la popolazione ebbe un forte calo, dagli oltre 53.000 abitanti del 1970 ai circa 45.000 del 1990 ed ai 40.000 del 2000; un'altra conseguenza fu lo spostamento da un'economia basata sulla grande industria ad un'economia basata più sul settore terziario e sulla produzione su piccola scala.

## Società

### Evoluzione demografica
Abitanti censiti

Al censimento del 2000 a Lima risultavano residenti 40.081 persone, 15.410 unità famigliari e 9569 famiglie. La densità di popolazione era pari a 1210,9 per km quadrato, erano presenti 17.631 abitazioni con una densità media di 532,7 per km quadrato. La suddivisione etnica era la seguente: 71,30% di razza bianca, 24,48% afroamericani, 0,31% Nativi Americani, 0,01% dell'Oceano Pacifico0,97% di altre etnie e 2,42% di due o più etnie. Gli ispanici di qualunque razza erano l'1,97% della popolazione. Delle 15.410 unità famigliari il 31,9% aveva un minore di 18 anni convivente, il 37,3% erano coppie sposate conviventi, il 19,7% avevano un capofamiglia donna senza marito presente e il 37,9% erano non-famiglie. Il 32,1% di tutte le unità famigliari erano costituite da una persona sola e il 12,6% erano ultrassessantacinquenni soli.
La distribuzione per fasce di età era la seguente: 27,2% sotto i 18 anni, 11,5% fra i 18 e i 24 anni, il 28,7% fra i 25 e i 44 anni, il 19,4% fra i 45 e i 64 anni e il 13,3% sopra i 65 anni. Per ogni 100 donne erano presenti 100,6 maschi, per ogni 100 donne sopra i 18 anni erano presenti 98,3 maschi. Il reddito medio per unità famigliare era di 27,067$ e il reddito medio di una famiglia era di 32,045$. Gli uomini hanno un reddito medio di 29,149$ contro quello delle donne pari a 22,100$. Il reddito procapite era pari a 13,882$. Circa il 19,2% delle famiglie e il 22,7% della popolazione era sotto la linea di povertà, compreso il 33,3% dei minori di 18 anni e il 14,3% degli ultrassessantacinquenni. Secondo il US Census Bureau la percentuale di diplomati al college era di 9,5%. La città ha il più alto tasso di criminalità fra quelle del suo range di popolazione nello Stato dell'Ohio.

## Amministrazione

### Gemellaggi
- Harima (Hyōgo), dal 1995[3]

È allo studio un progetto per futuri gemellaggi con città dell'Irlanda e del Sudamerica

## Curiosità
Nella città di Lima (Ohio), precisamente nella inventata William McKinley High School, è ambientata la serie televisiva Glee.